# Tak pravil Zarathustra
Tak pravil Zarathustra (německy Also sprach Zarathustra) je Nietzscheho filosofické literární dílo.

## Dílo
Kniha Tak pravil Zarathustra, která se později stala symbolem nietzscheovství, vyšla v Lipsku v roce 1883, když byl Friedrich Nietzsche penzionovaným profesorem basilejské univerzity. V této době již uveřejnil řadu filosofických prací a několik básnických sbírek. Všechny tyto práce však zůstaly téměř bez odezvy. Ani toto dílo, od něhož si autor hodně sliboval, nesplnilo očekávání: bylo prodáno sotva 60 výtisků.:s.7 Sám Nietzsche považoval tuto knihu za své opus magnum a dokonce se nechal slyšet, že Tak pravil Zarathustra je „nejhlubším dílem kdy napsaným.“ Je to kniha celosvětově uznávaná, nejen díky svému obsahu, ale i díky originalitě svého literárního zpracování. Tak pravil Zarathustra je nejenom uznávaným filosofickým, ale také literárním a básnickým dílem.
Na počátku 20. století se stala kniha v Německu snad nejznámějším filosofickým dílem. Zvyšovaly se náklady, rostla popularita. V době první, ale zejména druhé světové války bychom našli kapesní vydání této knihy v batohu téměř u každého vojáka.:s.7

## Filosofie
Tak pravil Zarathustra pojednává o fiktivních cestách a učení perského proroka Zarathustry, skrz kterého Nietzsche čtenáři předkládá svou teorii o věčném návratu téhož, a skrz kterého podrobněji nastiňuje svůj odpor ke společností vytvořeným morálním hodnotám, jakož i svůj názor o důležitosti individuální morálky. Tak pravil Zarathustra si získala mnoho příznivců, nejen díky Nietzscheho komplexnímu filosofickému názoru, ale také díky svému originálnímu poetickému podání.

## Citát
Nietzscheho slavná věta: „Bůh je mrtev“ se objevuje ve druhé části prologu:
„A tak se od sebe odloučili, kmet a muž, smějíce se, jako se smějí dva chlapci. Ale když Zarathustra byl samoten, promluvil takto k srdci svému: ,Což je to možné! Tento stařičký světec ještě ani nezaslechl v svém lese, že bůh jest mrtev!‘“ (překlad Otokara Fischera)

## Myšlenky
(přeložil Otokar Fischer):
- „Hlásám vám nadčlověka. Člověk je cosi, co má býti překonáno.“
- „Nadčlověk je smysl země. Vaše vůle nechť dí: nadčlověk budiž smysl země.“
- „Člověk jest provaz natažený mezi zvířetem a nadčlověkem – provaz nad propastí“
- „Kdo cítí jinak, jde z vlastní vůle do blázince.“
- „Co je nejtěžší – ponížiti se a tím zraniti svou pýchu? Dát zářiti své pošetilosti a tím své moudrosti se posmívati?“
- „Milovati toho, kdo námi pohrdá, a podávati ruku strašidlu, chce-li nás polekati?“
- „Nevinností je dítě a zapomenutím, je novým početím, je hrou, je kolem ze sebe se roztáčejícím, je prvým pohybem, je posvátným Ano.“
- „Válka s odvahou dovedly více velkých věcí než láska k bližnímu.“
- „Ale stát lže všemi jazyky dobra i zla; a cokoli mluví, lže – a cokoli má, ukradl.“
- „Kdo málo má majetku, tím méně je majetkem jiného: pochválena buď malá chudoba.“
- „Nenalezl Zarathustra na zemi moci větší než dobro a zlo.“
- „Je hrozné býti o samotě se soudcem a mstitelem vlastního zákona.“
- „Jsou pocity, jež osamělého chtějí zabíti; nezdaří-li se jim to, nuže, pak samy jsou vydány na smrt! Ale dokážeš být vrahem?“
- „Ale nejhorší nepřítel, s kterým se můžeš setkati, budeš vždy sám sobě; sám na sebe číháš v doupatech a lesích.“
- „Osamělý, kráčíš cestou milujícího: sám sebe miluješ, a proto sebou pohrdáš, jak jen milující pohrdají,“
- „Dvojí věc chce pravý muž: nebezpečí a hru. Proto chce ženu: nejnebezpečnější hračku.“
- „Zemři v pravý čas.“
- „Nejhorší jsou však malé myšlenky. To raději už páchat zlo než myslit přikrčeně!“
- „Je nutné držeti své srdce na uzdě; neb kdo je nechá klusat, tomu dřív ještě uteče hlava!“
- „Z hloubi duše miluji pouze život – a věru, nejvíce tehdy, když ho nenávidím.“
- „Veliké věci vykonávati je těžké: ale těžší jest veliké věci rozkazovati.“
- „Ó Zarathustro, tvé plody jsou zralé, ty však nejsi zralý pro své plody!“

## Překlady do češtiny
- NIETZSCHE, Friedrich. Tak pravil Zarathustra. Praha: Městská knihovna v Praze, 2011. Dostupné online
- NIETZSCHE, Friedrich. Also sprach Zarathustra / Zarathustra promluvil (1. díl, německo-česká bilingva). Praha: Městská knihovna v Praze, 2023. Katalog